# 阿里卡普宫
阿里卡普宫（波斯語：‎，羅馬化：‘Ālī Qāpu）是伊朗伊斯法罕的一座宫殿，位于伊玛目广场西侧，希克斯罗图福拉清真寺对面，高48米，有七层，以螺旋楼梯相通。六楼为音乐厅。
宫殿名字，源于阿拉伯语“‎”（Ālī，意为“帝国”或“大”）和突厥语“𐰴𐰯𐰍”（Qāpu，意为“门”），因为它正是萨菲王朝宫殿的入口。
该建筑由萨菲王朝的阿拔斯一世建于十七世纪初。正是在这里，君主招待贵客，和外国使节。阿拔斯在这里第一次庆祝纳吾肉孜节（伊朗新年）。
阿里卡普宫拥有大量壁画，作者是阿拔斯一世的宫廷画家礼萨·阿巴西，和他的学生。作品主题包括花卉，动物和鸟类。在无政府状态下，宫殿精雕细刻的门窗几乎全部被掠夺。只有三楼一扇窗户逃脱摧残。萨菲王朝末代统治者苏丹侯赛因在位期间，阿里卡普宫得以修复, 但在阿富汗入侵的短暂统治期间再次陷入荒废状态。納賽爾丁·沙在位期间（1848年–1896年），门上的花饰瓷砖被铭文瓷砖所取代。
阿拔斯二世热衷于阿里卡普宫的点缀和完善。他的主要贡献给了三楼富丽堂皇的大厅。大厅的18根柱子镶满镜子，天花板上装饰有巨大的画作。
首相府驻扎在一楼。王室接待和宴会在六楼举行。最大的房间也在这层楼。第六层被普遍称为音乐厅，不同的乐团演奏音乐和唱歌。
萨菲王朝统治者曾经在上层观看广场对面的水球、演习和赛马。
阿里卡普宫出现在伊朗20,000里亚尔纸币的反面。

## 图片

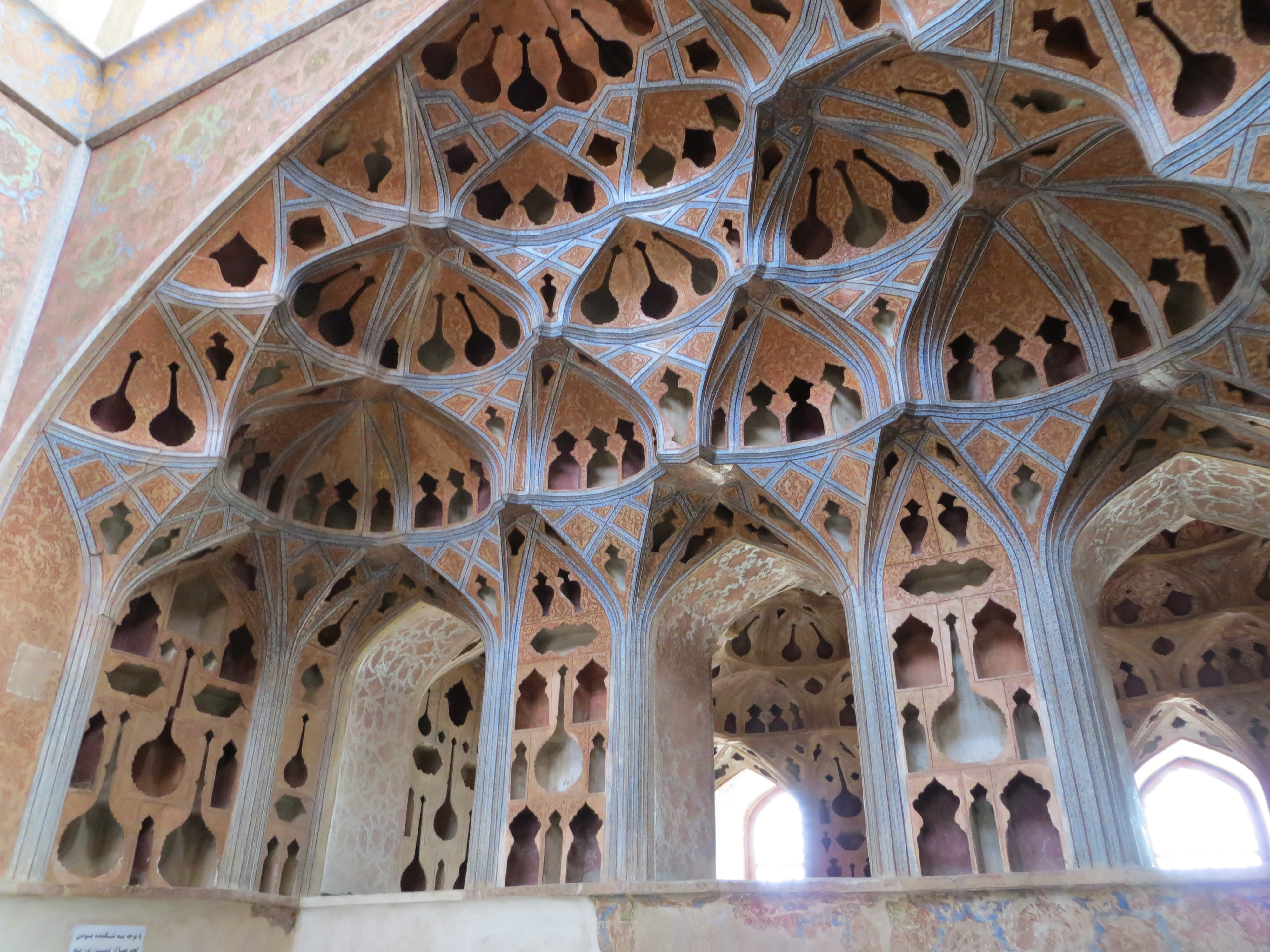
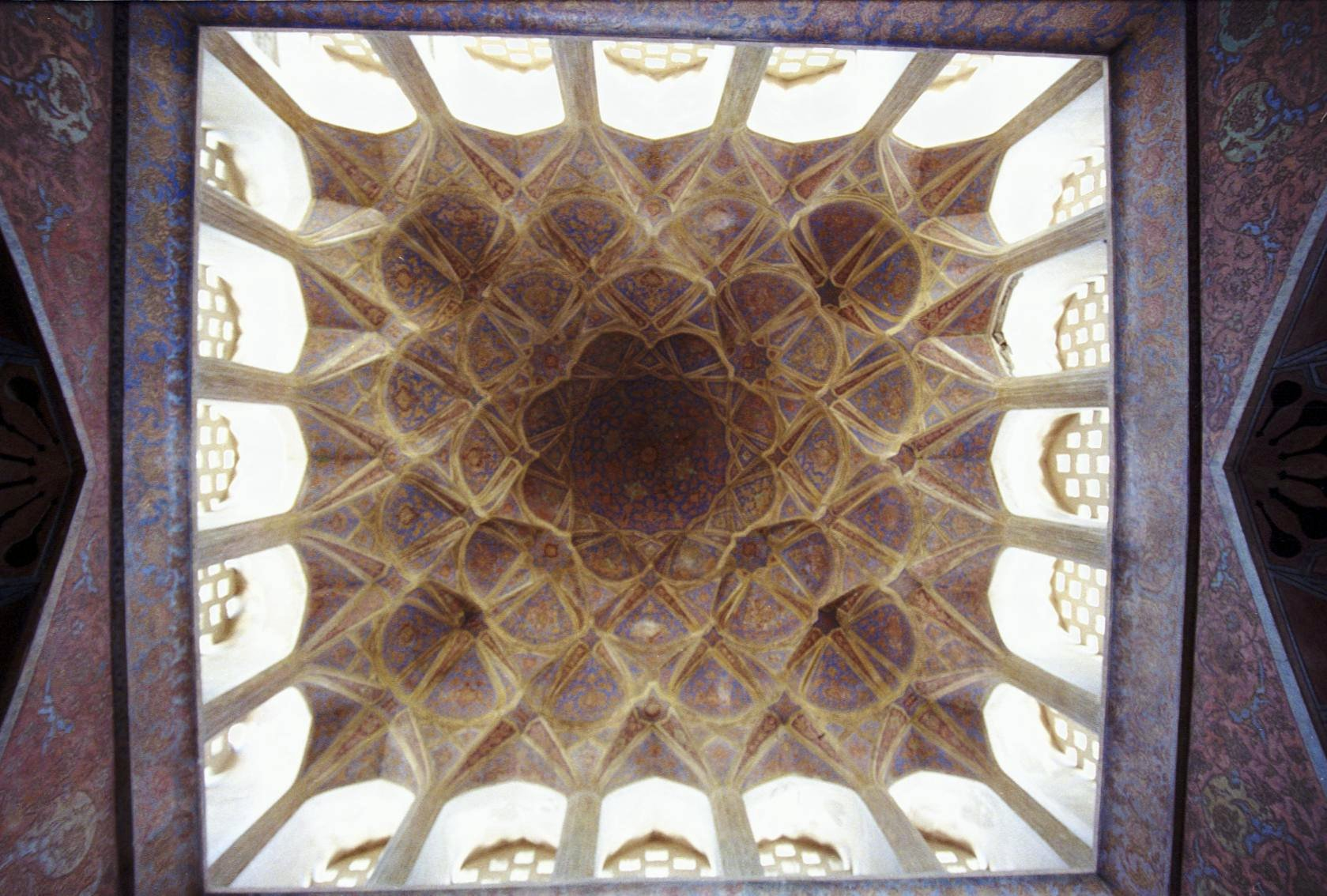
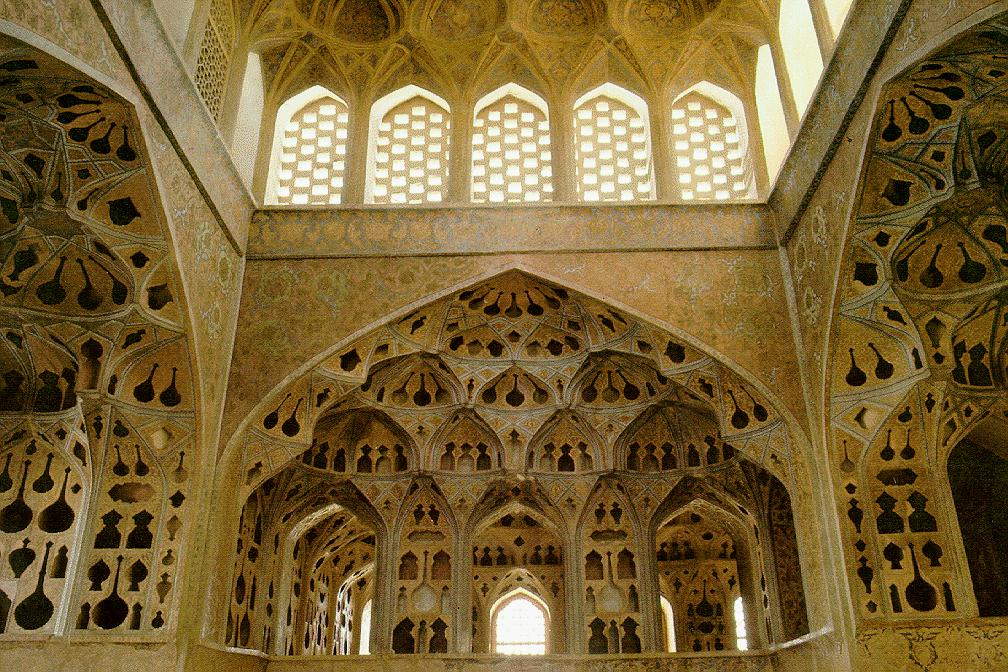
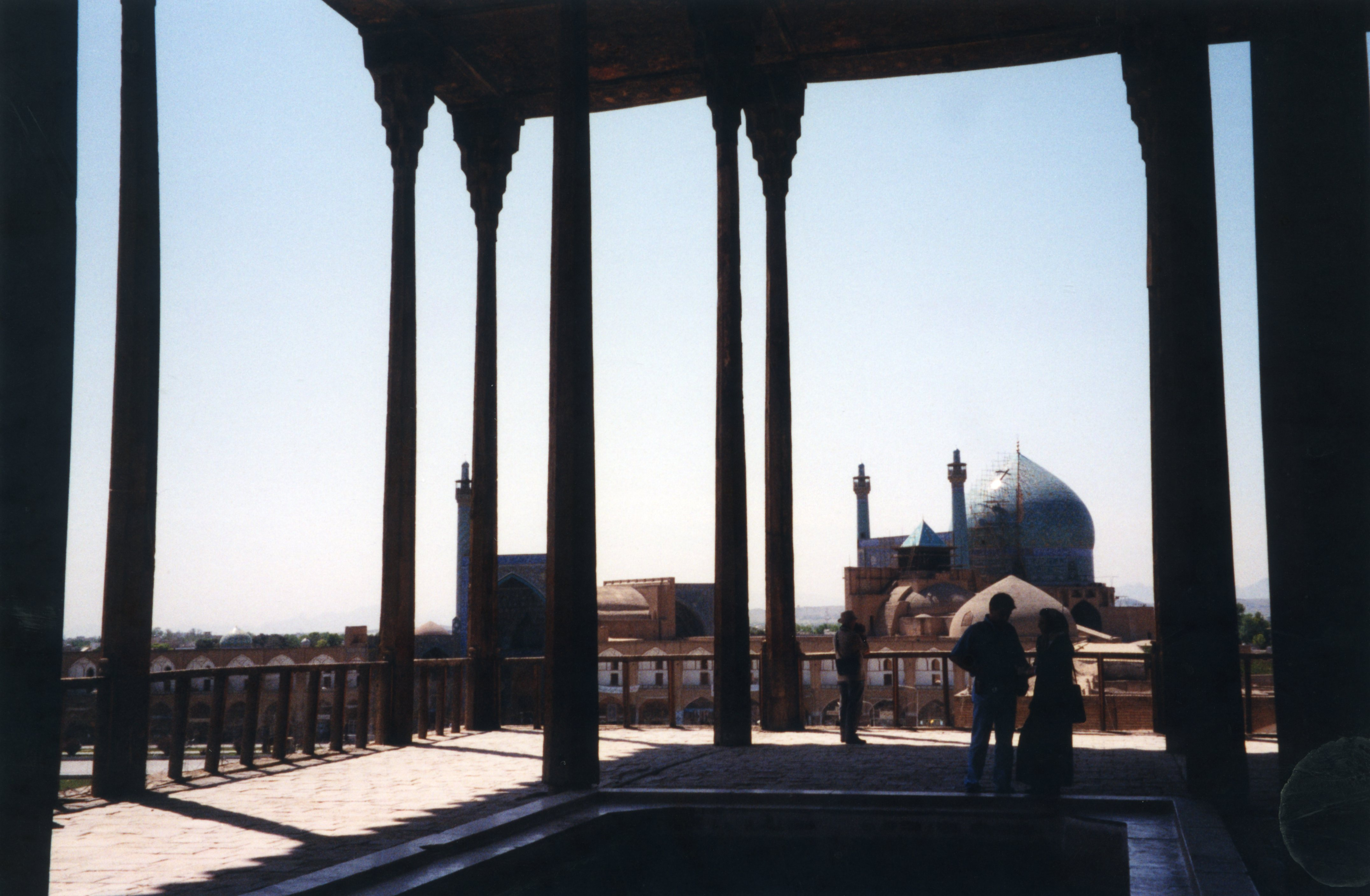
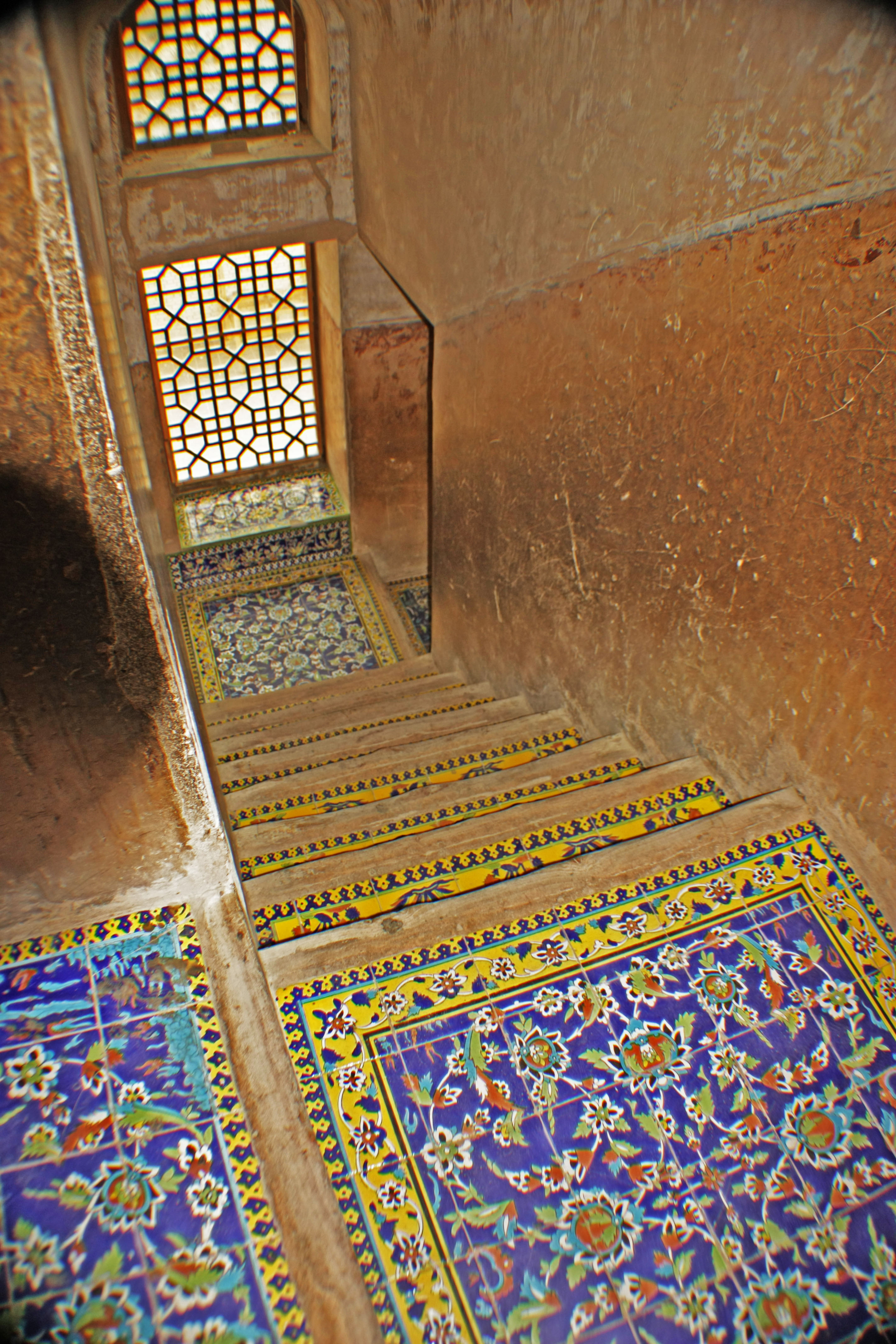
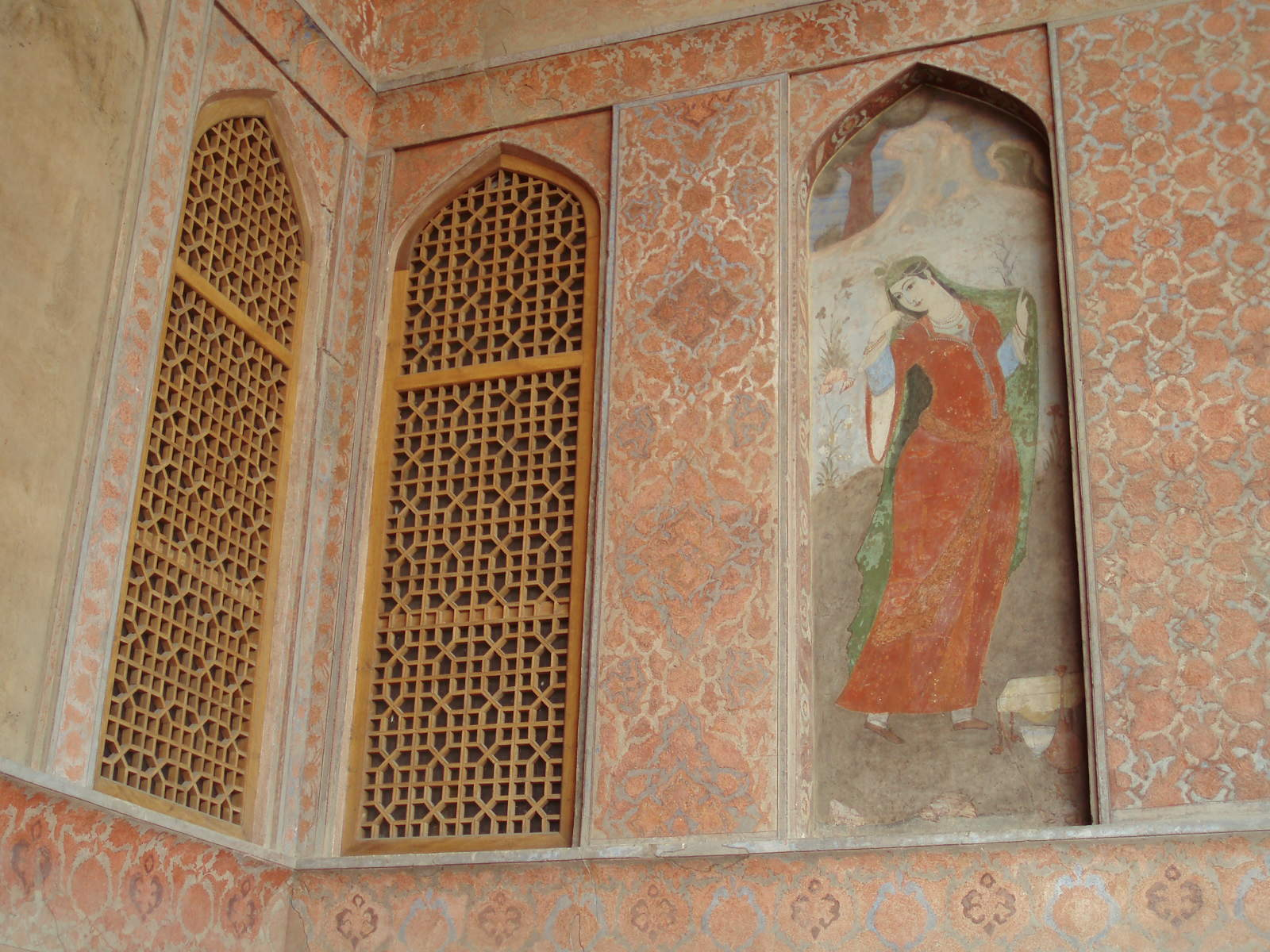
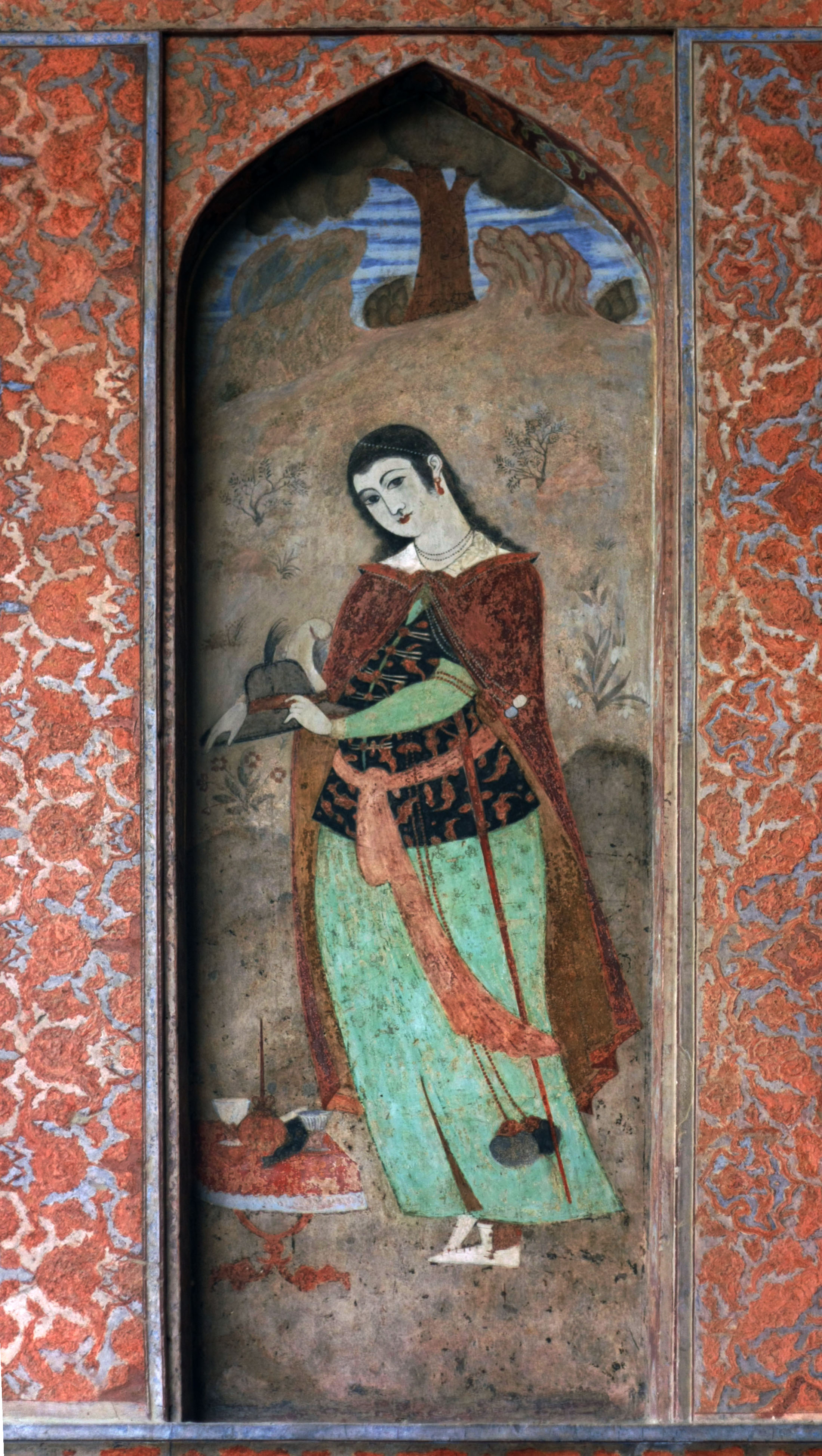
门廊的壁画，描绘波斯女人